# Der Kreidekreis
Der Kreidekreis (« Le Cercle de craie »), Op. 21, est un opéra en trois actes et sept tableaux d'Alexander von Zemlinsky sur un livret du compositeur d'après la pièce Der Kreidekreis de Klabund (1925), elle-même tirée du drame chinois de Li Qianfu (XIIIe siècle). Zemlinsky écrivit l'opéra en 1930 et 1931 et la première eut lieu le 14 octobre 1933 à l'Opéra de Zürich.

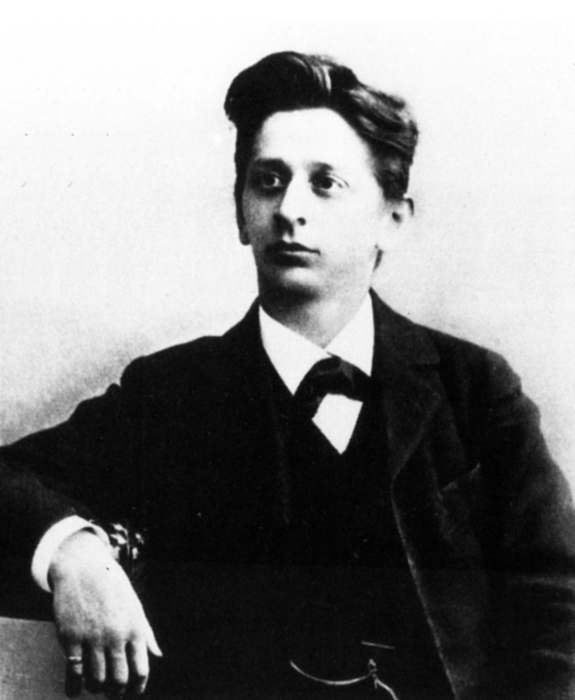
Le compositeur

Il était prévu de créer l'œuvre simultanément sur quatre scènes allemandes : Francfort, Berlin, Cologne et Nuremberg. Mais en raison des ascendances juives de Zemlinsky cela fut rendu impossible par l'arrivée des nazis au pouvoir en 1933. Cependant l'œuvre fut représentée en janvier 1934 à Stettin, Cobourg, Berlin et Nuremberg, ainsi qu'à Graz en février grâce à la levée temporaire de certaines restrictions. Elle fut également représentée à Prague et à Bratislava.
L'œuvre a été reprise de tempsen temps après la deuxième Guerre Mondiale, ainsi à Dortmund en 1955, puis à Hambourg en 1983, Heidelberg en 1997 et surtout à l'Opéra de Zürich en 2003. Une nouvelle production a été créée par l'Opéra de Lyon en janvier 2018 dans une mise en scène de Richard Brunel et sous la direction musicale de Lothar Koenigs. La critique a salué " sa révélation au public français"

## Distribution
| Rôle | Voix          | Première, 14 octobre 1933 Chef d'orchestre: Robert Kolisko |
| --- | ------------- | ---------------------------------------------------------- |
| Tschang-Haitang                                                                                                   | soprano       | Madlen Madsen                                              |
| Yü-Pei, première épouse de Ma                                                                                     | mezzo-soprano |                                                            |
| Ma, un mandarin                                                                                                   | basse         | Fred Destal                                                |
| Pao, un prince | ténor         | Artūrs Cavara                                              |
| Tschu-tschu, un juge malhonnête                                                                                   | basse         |                                                            |
| Tschao, un greffier                                                                                               | baryton-basse |                                                            |
| Tong, un entremetteur                                                                                             | baryton-basse |                                                            |
| Tschang-Ling, le frère de Haitang                                                                                 | baryton       | Georg Oeggl                                                |
| Mme Tschang, la mère de Haitang                                                                                   | mezzo-soprano |                                                            |
| sage-femme, deux coolies, employés de tribunal, policiers, soldats, filles-fleurs, un enfant, maître du protocole |               |                                                            |

## Instrumentation
Piccolo, 2 flûtes, 2 hautbois, cor anglais, 2 clarinettes, clarinette basse, saxophone alto, 2 bassons, 4 cors, 3 trompettes, 3 trombones, tuba, timbales, percussion, harpe, célesta, banjo et mandoline, cordes.
Sur scène : flûte, harpe, tambourin

## Argument

### Acte I
Après la mort de son mari, qui s'est pendu faute de pouvoir honorer ses dettes, Madame Tchang est contrainte de vendre sa fille Haitang, malgré les protestations de son frère, au propriétaire de la « maison de thé » (ou maison de plaisirs) Tong. Là la jeune fille rencontre le prince Pao, qui en tombe amoureux. Le mandarin Ma, riche et peu scrupuleux collecteur d'impôts, et qui n'est pas pour rien dans la mort du père de Haitang, l'achète pour 1 000 taels d'or au cupide Tong et la prend pour concubine. Pao, qui n'a pas pu soutenir l'enchère contre Ma, doit renoncer.

### Acte II
Haitang a donné un fils, Li, à Ma et a par là-même suscité la colère de la première épouse, Yu-Pei, restée stérile. Celle-ci est informée par son amant, le greffier Tchao, que c'est maintenant Haitang qui doit hériter des biens de Ma à la mort de celui-ci, la première épouse étant sans enfant. Quand Yu-Pei apprend que Ma décide de divorcer en faveur de Haitang, elle empoisonne son mari et fait accuser la concubine. En même temps elle affirme que l'enfant est le sien. Haitang est arrêtée et enfermée. Quand son frère proteste, il est arrêté sous l'accusation de lèse-majesté. 

### Acte III
Haitang est condamnée à mort par le juge corrompu Tchou-Tchou sur les faux témoignages de la sage-femme et de deux coolies soudoyés par Yu-Pei et de Yu-Pei elle-même. Là-dessus arrive un messager de Pékin : l'empereur est mort et c'est le prince Pao qui lui succède. Le jeune empereur suspend les condamnations à mort et convoque les condamnés et leurs juges dans sa résidence, car il veut instaurer un règne de justice. 
Haitang et son frère sont conduits devant l'empereur, le frère est gracié, et le cercle de craie va permettre de décider qui est la mère de l'enfant que les deux femmes réclament. Celle qui réussira à tirer l'enfant hors du cercle sera la véritable mère, déclare l'empereur. L'épreuve a lieu, et il reconnaît Haitang comme la mère véritable à la manière dont elle renonce à la victoire plutôt que d'arracher le bras du garçon qu'elle a porté en son sein. Yu-Pei avoue qu'elle n'est pas la mère et qu'elle a empoisonné son mari. Elle est arrêtée avec ses complices.
Haitang rappelle à l'empereur le rêve qu'elle a fait lors de sa première nuit chez Ma : un jeune homme entrait dans sa chambre et la possédait pendant son sommeil. L'empereur lui apprend que ce n'était pas un rêve mais que c'est lui-même, le prince Pao, qui avait abusé d'elle, ne pouvant résister à sa beauté. L'enfant est le sien. Il le reconnait comme son fils et épouse Haitang.